# 11761 Davidgill
A 11761 Davidgill (ideiglenes jelöléssel 4868 P-L) a Naprendszer kisbolygóövében található aszteroida. Cornelis Johannes van Houten,  Ingrid van Houten-Groeneveld és Tom Gehrels fedezte fel 1960. szeptember 24-én.